# Rain Room

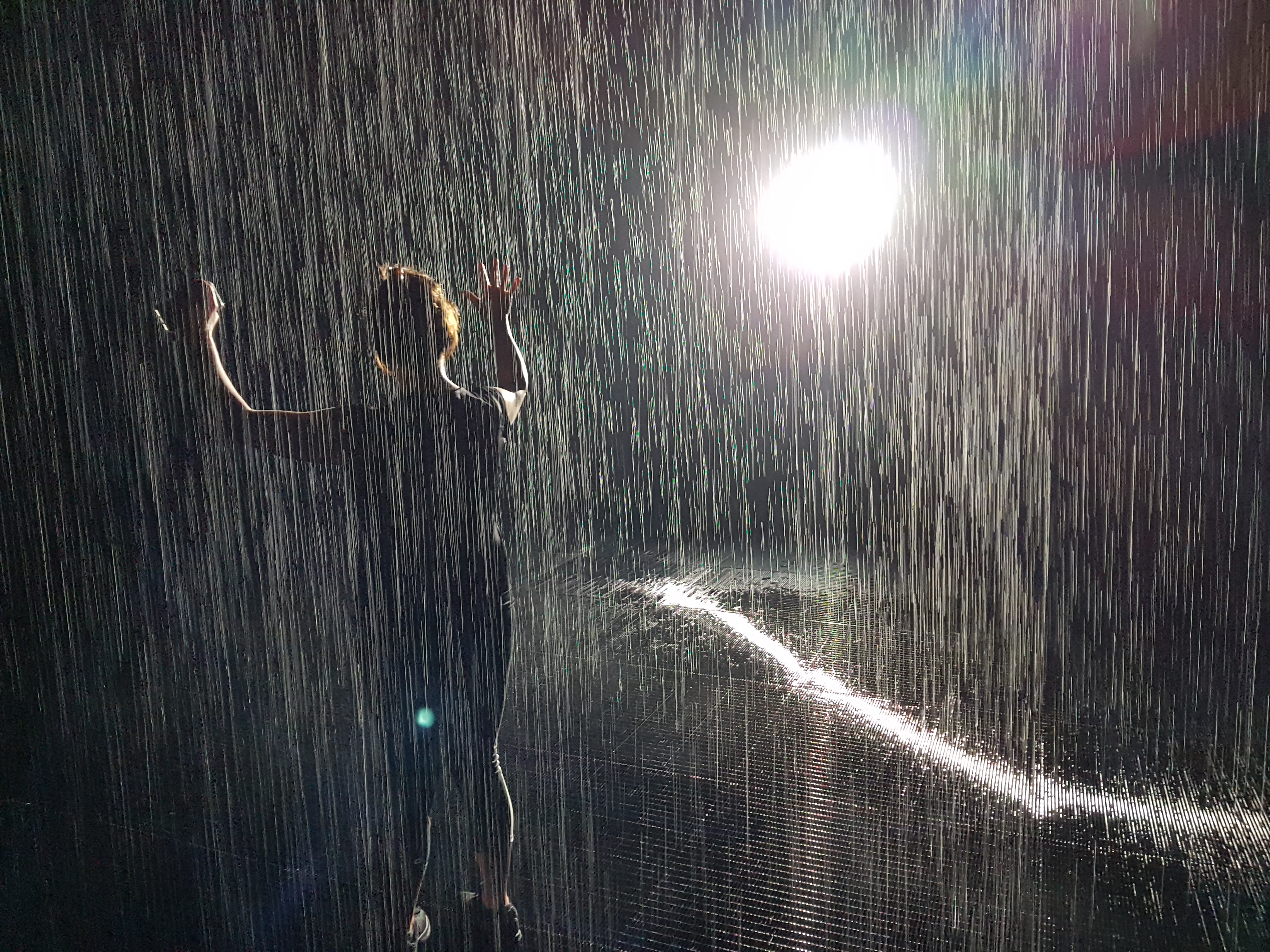
Rain Room Sharjah, uma exposição permanente da instalação de arte experiencial da Random International.

Rain Room é uma obra de arte experimental de 2012 feita por Hannes Koch e Florian Ortkrass pela Random International, que teve sua primeira instalação permanente em Xarja, Emirados Árabes Unidos em 2018. A obra já havia sido exibida em vários locais de arte internacionais, incluindo o Museu de Arte Moderna de Nova Ioque e o Barbican Centre de Londres.

## Descrição
A Rain Room permite que os visitantes da instalação caminhem por um aguaceiro sem se molhar. Sensores de movimento detectam os movimentos dos visitantes enquanto eles navegam pelo espaço escuro, tornando-se "artistas nesta interseção de arte, tecnologia e natureza".
Esta instalação de som e luz específica para o local usa 2 500 litros de água reciclada autolimpante, controlada por um sistema de câmeras de rastreamento 3D colocadas ao redor do teto. As câmeras detectam o movimento do visitante e sinalizam grupos dos bicos de água no teto, interrompendo o fluxo de água em um raio de cerca de dois metros ao redor da pessoa.
Fundada em 2005, a Random International é um estúdio colaborativo com sede em Londres para prática experimental e digital dentro da arte contemporânea. Seu trabalho, que inclui escultura, performance e instalações arquitetônicas em grande escala, reflete a relação entre homem e máquina e centra-se na interação do público.
A Rain Room de Xarjar é a estreia da obra no Oriente Médio e a primeira instalação do projeto em uma estrutura permanente construída para esse fim. O trabalho foi anteriormente exibido no Barbican, Londres (2012); MoMA, Nova Iorque (2013); Museu Yuz, Xangai (2015); LACMA, Los Angeles (2015–2017) e MoCA Busan.